# Угро-фински народи
Угро-фински народи, или само Угро-финци, су народи који говоре угро-финским језицима, као што су: Ханти, Манси, Мађари, Маријци (Мари), Мордва (Мордвини, Мордовци), Лапонци (Сами), Естонци, Карели, Финци, Удмурти, Коми, Ижори, Ливонци и Воти. Живе већином у Западном Сибиру, средњој, северној и источној Европи.

## Угро-фински народи данас
- Мађари — око 14.500.000 (Угри)
- Финци — око 6.500.000 (Балто-финци)
- Естонци — око 1.000.000 (Балто-финци)
- Мордвини (Мордва, Мордовци) — око 744.000
  - Мокшани (Мокша) [Московска област, Русија]
  - Ерзјани (Ерзја) [град Рјазањ, Русија]
- Удмурти — око 552.000
- Маријци (Мари) — око 548.000
- Коми — око 323.000
- Лапонци (Сами) — око 80.000
- Карели — око 61.000 (Балто-финци)
- Ханти — око 31.000 (Угри)
- Манси — око 12.000 (Угри)
- Вепси — око 5.900 (Балто-финци)
- Ижори — око 300 (Балто-финци)
- Ливонци — око 180 (Балто-финци)
- Воти — око 60 (Балто-финци)

Изумрли угро-фински народи су:
- Мерјани (Мерја) [Московска област, Русија],
- Мешчјора,
- Мурома и
- Чуди.

## Религија
Угро-фински народи се у верском смислу деле на:
- 1. протестанте — Лапонци, Ливонци, 1/4 Мађара, Финци, Естонци
- 2. католике — између 1/2 и 3/5 Мађара
- 3. православце — Карели, Удмурти, Воти, Вепси, Ижори, Мордвини, делом Коми, Ханти и Манси
- 4. шаманисте — делом Коми, Ханти и Манси